# Stig Ribbing
Bo Carl Stig Ribbing, född 15 januari 1904 i Jönköping, död 28 september 2002 i Stockholm i släkten Ribbing, var en svensk pianist, pianopedagog och professor vid Kungliga Musikhögskolan i Stockholm.

## Verksamhet
Ribbing debuterade 1927 i Stockholm. Han var mest känd som kammarmusiker och ackompanjatör. 1951 anställdes han som pianopedagog vid Musikhögskolan och utnämndes till professor 1968. Han var sedan 1940 gift med sångerskan Maria Edenhofer.
Stig Ribbing bidrog starkt till att bekantgöra nutida svensk pianomusik med många skivinspelningar och konserter i nutidamusikföreningen Fylkingen i Stockholm. Han gjorde även på sin tid med sina grammofoninspelningar av Wilhelm Peterson-Bergers Frösöblomster till favoriter i radions musikprogram Grammofontimmen. På äldre dagar började han också intressera sig för bortglömda tonsättare från 1700- och 1800-talen och spelade in flera skivor med musik av dessa, ofta på dåtida instrument.

## Priser och utmärkelser
- 1969 – Ledamot nr 737 av Kungliga Musikaliska Akademien
- 1986 – Fonogramartistpristagare
- 1988 – Medaljen för tonkonstens främjande